# دابا (نینگ‌شیا)
دابا (به لاتین: Daba) یک منطقهٔ مسکونی در چین است که در Qingtongxia واقع شده‌است.